# Walter Kaesbach

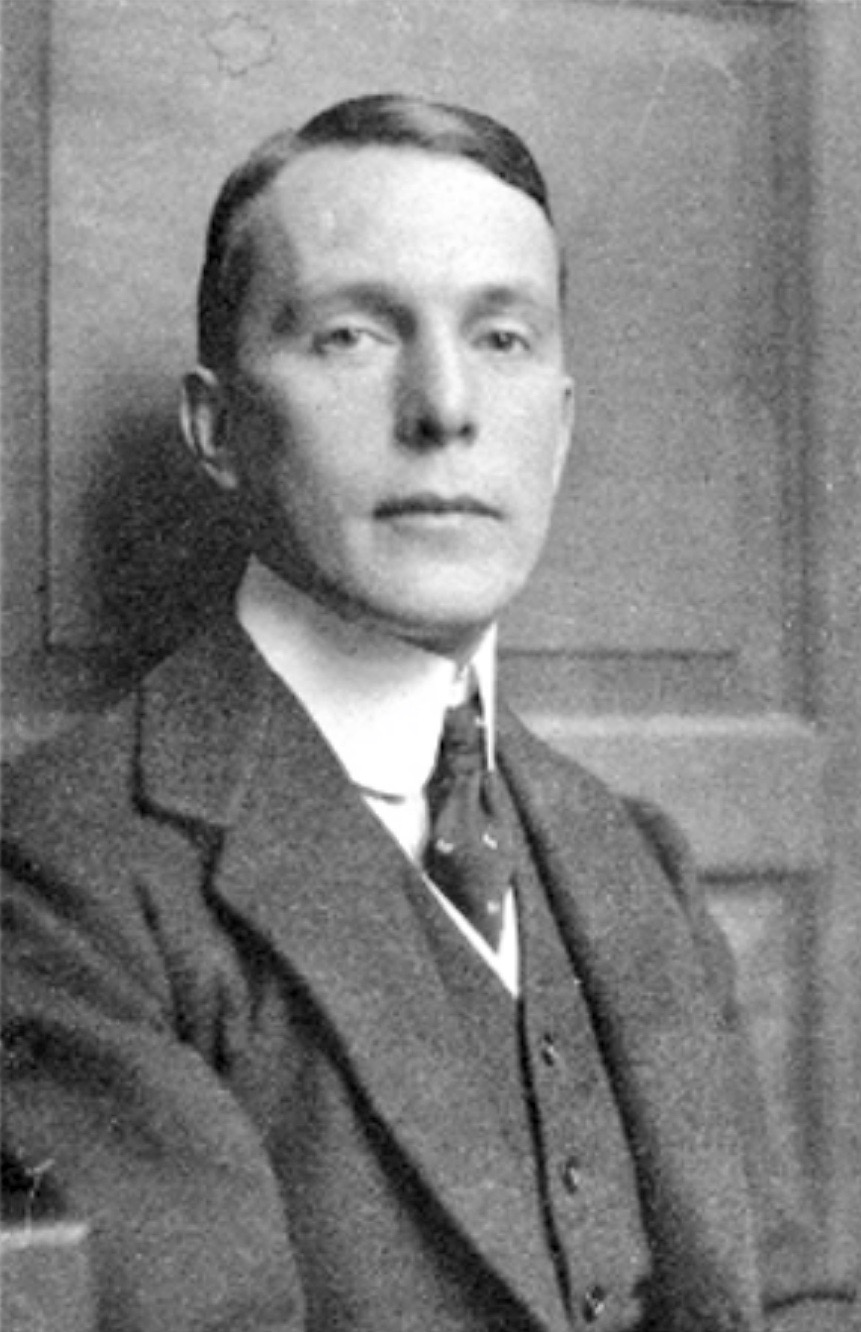
Walter Kaesbach (um 1925)

Walter Carl Joseph Kaesbach (* 18. Januar 1879 in Gladbach; † 1. Juli 1961 in Konstanz) war ein deutscher Kunsthistoriker und bedeutender Förderer der Kunst des Expressionismus.

## Ausbildung und Berufstätigkeit
Walter Kaesbach war einer von vier Söhnen von Carl Josef Kaesbach (1839–1928) und Anna Petronella Kaesbach, geb. Hülsmann (1844–1892). Sein älterer Bruder Rudolf Kaesbach wurde Bildhauer. Kaesbach absolvierte die Oberrealschule in Rheydt und studierte Nationalökonomie, Philosophie und Kunstgeschichte in Leipzig, München, Berlin und Heidelberg. Er promovierte 1906 bei Georg Dehio in Straßburg mit der Arbeit „Das Werk der Maler Victor und Heinrich Duenwege und des Meisters von Kappenberg“. 1906 wurde er Volontär an den Königlichen Museen in Berlin. Ein Jahr später, 1907, erhielt er den Rang eines wissenschaftlichen Hilfsarbeiters unter Hugo von Tschudi an der Nationalgalerie in Berlin. 1909 wurde er Assistent von Tschudis Nachfolger an der Berliner Nationalgalerie Ludwig Justi.

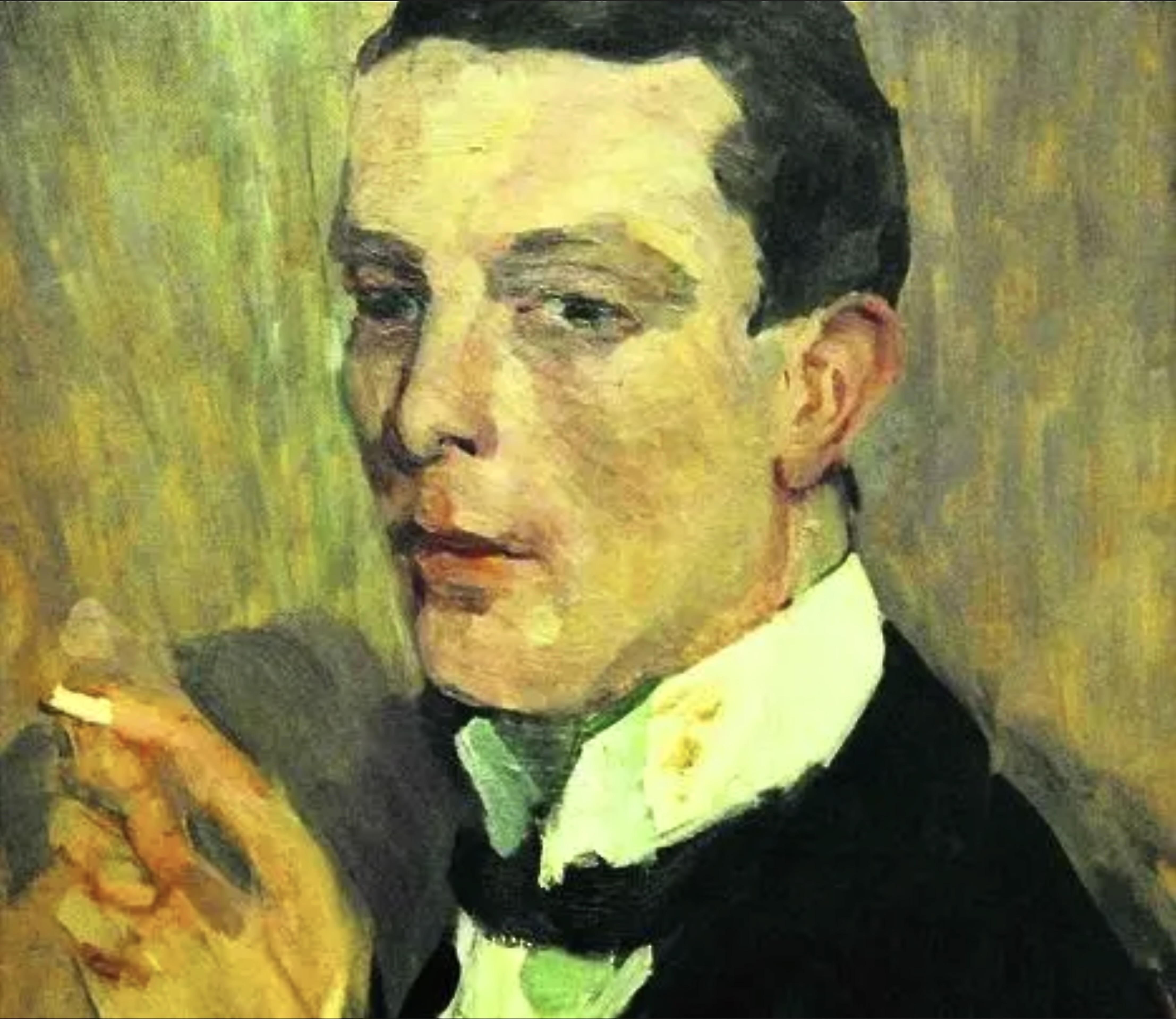
Walter Kaesbach porträtiert durch Heinrich Nauen (um 1909)

Während des Ersten Weltkriegs meldete sich Kaesbach freiwillig zum Sanitätsdienst. Er leitete den Sanitätstrupp der Krankensammelstelle Ostende. Hier gelang es ihm, eine Reihe befreundeter Künstler durch die Aufnahme in den Sanitätsdienst vor dem direkten Einsatz als Soldaten an der Front zu bewahren. Zu diesen protegierten Künstlern gehörten Max Beckmann, Erich Heckel, Anton Kerschbaumer, Heinrich Nauen und Otto Herbig. Ihr Einsatz in Flandern fand zum Teil Niederschlag in Motiven ihrer künstlerischen Arbeiten.
Im Jahr 1920 wurde Kaesbach Direktor des Städtischen Museums in Erfurt, dem heutigen Angermuseum. Zum 1. Dezember 1924 beendete er seine Tätigkeit, nachdem er am 10. Oktober 1924 auf den Posten des Akademiedirektors in Düsseldorf berufen worden war. Während seines Direktorats am Erfurter Museum stellte er unter anderem Wassily Kandinsky, Lyonel Feininger, Paul Klee, Erich Heckel, Otto Mueller, Hermann Max Pechstein und Karl Schmidt-Rottluff aus.
Von 1924/25 bis 1933 war Kaesbach Direktor der Kunstakademie Düsseldorf. 1930 ließ er das Haus Kaesbach in Düsseldorf-Lohausen erbauen. Infolge der nationalsozialistischen Kunstpolitik im März 1933 beurlaubt und dann seines Amtes enthoben, zog sich Kaesbach nach Hemmenhofen am Bodensee zurück.
Nach dem Ende des Zweiten Weltkrieges knüpfte er durch die Organisation der Ausstellung „Deutsche Kunst unserer Zeit“ im Museum der Stadt Überlingen an die Förderung der modernen Kunst aus der Zeit vor Beginn der Diktatur in Deutschland an.

## Sammlung Walter Kaesbach
Ein wichtiger Impuls für die Auseinandersetzung mit moderner Kunst war 1904 die Bekanntschaft mit dem bedeutenden Mäzen Karl Ernst Osthaus in Hagen. Hier lernte Kaesbach im selben Jahr Christian Rohlfs kennen und erwarb von ihm ein erstes Bild – „Straße nach Weimar“ – das den Beginn seiner Sammeltätigkeit markiert. Im Umfeld von Hugo von Tschudi und Ludwig Justi nahm er teil an den Bemühungen, die moderne Kunst an der Nationalgalerie Berlin zu etablieren, zum Teil gegen den Widerstand des letzten deutschen Kaisers Wilhelm II. 1912 schloss Walter Kaesbach u. a. Freundschaft mit Heinrich Nauen und Erich Heckel. Die Künstler des Expressionismus im Allgemeinen und der Die Brücke im Besonderen bildeten den Schwerpunkt seiner Sammeltätigkeit. Zugleich war Kaesbach den anderen Richtungen der modernen Kunst gegenüber aufgeschlossen und trat als ihr Förderer auf.
1922 stiftete er einen Teil seiner Sammlung expressionistischer Kunstwerke an das Städtische Museum in seiner Heimatstadt Mönchengladbach. Zur Förderung von Ausstellungsmöglichkeiten dieser Sammlung gründete sich – ebenfalls 1922 – der „Kunstverein der Dr.-Walter-Kaesbach-Stiftung“. Diese erste Stiftung Walter Kaesbachs bestand aus insgesamt 97 Gemälden, Aquarellen und Zeichnungen mit Werken von Erich Heckel, Heinrich Nauen, Lyonel Feininger, Emil Nolde und Christian Rohlfs. Bevor die Sammlung 1928 geeignete Räume im Mönchengladbacher Karl-Brandts-Haus des Städtischen Museums beziehen konnte, waren die Werke zwischenzeitlich im Krefelder Kaiser-Wilhelm-Museum ausgestellt worden. 1928 kamen im Zuge einer weiteren Stiftung Walter Kaesbachs Werke von Heinrich Campendonk, Wilhelm Lehmbruck, August Macke, Ernst Ludwig Kirchner, Otto Mueller, Hermann Max Pechstein und Karl Schmidt-Rottluff hinzu. 1928 schenkte der Galerist Alfred Flechtheim das Gemälde „Der Holzfäller mit dem Gekreuzigten“ von Wilhelm Morgner der Stiftung.
Durch diese Stiftungen Kaesbachs wurde das Mönchengladbacher Museum zu einer bedeutenden Sammlung expressionistischer Kunst in der Weimarer Republik.
Im Zuge der Aktion „Entartete Kunst“ wurde diese Sammlung 1937 bis auf sieben Werke beschlagnahmt und im weiteren Verlauf liquidiert. Nur in Einzelfällen gelang es nach dem Ende der NS-Herrschaft diese Arbeiten zurückzuerwerben. Einer dieser seltenen Fälle ist Erich Heckels Gemälde „Flandrische Ebene“ von 1916, das 1979 in den Besitz des Städtischen Museums Mönchengladbach zurückgelangte. Nach den Stiftungen der Jahre 1922 und 1928 gelangten 1954 erneut Werke aus dem Eigentum Kaesbachs in die Sammlung des Städtischen Museums Mönchengladbach.

## Auszeichnungen
- 1954: Verleihung des Ehrenrings der Stadt Mönchengladbach
- 1959: Verleihung des Bundesverdienstkreuzes I. Klasse

## Familie
Walter Kaesbach hatte zusammen mit Frida Passenheim (* 23. Januar 1887; † 20. April 1984) einen Sohn, der auch Walter (* 8. Juli 1917) getauft wurde. Dieser wanderte 1939 nach Brasilien aus, wo er Hilde Maria Rosenfeld (* 17. August 1924; † 14. Juni 2003) heiratete.